# ماریا اوروسا
ماریا اوروسا ایلاگان (انگلیسی: María Orosa; ۲۹ نوامبر ۱۸۹۲ – ۱۳ فوریهٔ ۱۹۴۵) یک متخصص فناوری غذایی، شیمیدان دارویی، بشردوست و قهرمان جنگی فیلیپینی بود. او در زمینه آزمایش با مواد غذایی بومی فیلیپین تحقیقات گسترده‌ای انجام داد و در طول جنگ جهانی دوم، «سویالاک» (نوشیدنی مغذی تهیه شده از سویا) و «داراک» (کلوچه‌های برنجی غنی شده با ویتامین B-1 که از بیماری بری‌بری جلوگیری می‌کند) را توسعه داد. این محصولات به صورت قاچاق به اردوگاه‌های اسرای تحت کنترل ژاپنی‌ها فرستاده می‌شد و جان هزاران فیلیپینی، آمریکایی و سایر ملیت‌ها را نجات داد. او همچنین مخترع سس کچاپ موز بود.
اوروسا مدرک کارشناسی و کارشناسی ارشد خود را در شیمی دارویی و همچنین مدرک دیگری در شیمی مواد غذایی اخذ کرد. سپس به او پیشنهاد شد به عنوان شیمیدان دستیار برای ایالت واشینگتن کار کند، اما در سال ۱۹۲۲ به فیلیپین بازگشت تا بر حل مشکل سوءتغذیه در وطن خود تمرکز کند. او انواع مختلفی از غذاها را اختراع کرد تا نیاز به محصولات وارداتی برای تغذیه فیلیپینی‌ها را به حداقل برساند. او از منابع طبیعی فراوان جزایر فیلیپین مانند میوه‌ها، محصولات کشاورزی و سبزیجات محلی استفاده کرد تا فیلیپین را به خودکفایی برساند.
در طول جنگ جهانی دوم، اوروسا به گروه‌های چریکی مارکینگ پیوست تا برای آزادی فیلیپین بجنگد. او در طول عمر خود بیش از ۷۰۰ دستورالعمل غذایی اختراع کرد، از جمله سویالاک و داراک که در طول جنگ جان هزاران نفر را نجات دادند. او همچنین فرآیندی برای کنسرو کردن مواد غذایی برای رزمندگان چریکی که برای آزادی فیلیپین می‌جنگیدند، اختراع کرد. بدون اختراعات غذایی او، هزاران نفر در اردوگاه‌های اسرا، بیمارستان‌ها و خیابان‌ها جان خود را از دست می‌دادند.

## اوایل زندگی و خانواده
اوروسا در ۲۹ نوامبر ۱۸۹۲ در تال، باتانگاس به دنیا آمد و چهارمین فرزند از بین هشت فرزند سیمپلیسیو آ. اوروسا و جولیانا ایلاگان-اوروسا بود. اگرچه پدرش در کودکی او درگذشت (و به مادرش در فروشگاه عمومی خانواده کمک می‌کرد)، بسیاری از خواهر و برادرهایش نیز در فیلیپین به افراد برجسته‌ای تبدیل شدند. برادر بزرگتر او، مهندس ویسنته ایلاگان اوروسا، به عنوان وزیر کارهای عمومی و ارتباطات و بعداً به عنوان رئیس شرکت خانه‌سازی و مسکن مردمی (PHHC) در دوران ریاست جمهوری رامون مگسیسی خدمت کرد. برادر دیگر او، دکتر سیستو ایلاگان اوروسا، یک پزشک پیشگام شد و خواهرزاده‌ها و برادرزاده‌هایش شامل بانکدار سیستو ال. اوروسا جونیور، هنرمند ملی فیلیپین در رقص لئونور اوروسا گوکینگو، تاجر خوزه آر.ال. اوروسا، روزنامه‌نگار فرهنگی برنده جایزه روزالیندا ال. اوروسا و هلن اوروسا دل روساریو، زندگینامه‌نویس او بودند.

## تحصیلات
پس از تحصیل در دانشگاه فیلیپین، اوروسا به عنوان دانشجوی بورسیه دولتی در سال ۱۹۱۶ به ایالات متحده فرستاده شد. او در دانشگاه واشینگتن در سیاتل ثبت نام کرد و در آنجا مدرک کارشناسی و کارشناسی ارشد خود را در شیمی دارویی و همچنین مدرک دیگری در شیمی مواد غذایی دریافت کرد. او در طول تعطیلات تابستانی دانشگاه در کارخانه‌های کنسرو ماهی در آلاسکا کار می‌کرد و در آنجا با کنسرو کردن صنعتی آشنا شد.

## حرفه
اگرچه دولت ایالت واشینگتن به او پیشنهاد شغل به عنوان شیمیدان دستیار داده بود، اوروسا در سال ۱۹۲۲ به فیلیپین بازگشت. او در ابتدا اقتصاد خانگی را در دانشگاه سنترو اسکولار تدریس کرد و بعداً به بخش نگهداری مواد غذایی اداره علوم فیلیپین منتقل شد. از سال ۱۹۲۶، اوروسا از چین، ژاپن، هاوایی، بریتانیا، هلند، فرانسه، آلمان، ایتالیا و اسپانیا بازدید کرد تا در مورد فناوری و نگهداری مواد غذایی تحقیق کند. او از بیش از ۵۰ کارخانه کنسروسازی بازدید کرد. پس از بازگشت به فیلیپین، او به عنوان رئیس بخش نگهداری مواد غذایی و بعداً بخش اقتصاد خانگی اداره علوم منصوب شد. تا سال ۱۹۳۴، اوروسا مسئول بخش استفاده از گیاهان در اداره صنایع گیاهی بود.
اوروسا می‌خواست به فیلیپین کمک کند تا به خودکفایی برسد و همچنین خانواده‌های فیلیپینی را توانمند سازد. او باشگاه‌های ۴-H را در جزایر سازماندهی کرد (که تا سال ۱۹۲۴ بیش از ۲۲۰۰۰ عضو داشت) و به روستاها سفر می‌کرد تا به زنان آموزش دهد چگونه مرغ پرورش دهند، محصولات محلی را حفظ کنند و وعده‌های غذایی سالم برنامه‌ریزی کنند. با کمک این سازمان، او و تعداد زیادی از معترضان به جوامع مختلف در سراسر فیلیپین سفر کردند تا به زنان در مورد روش‌های نوین تهیه و نگهداری مواد غذایی آموزش دهند.